# Selecció catalana de futbol sala masculina

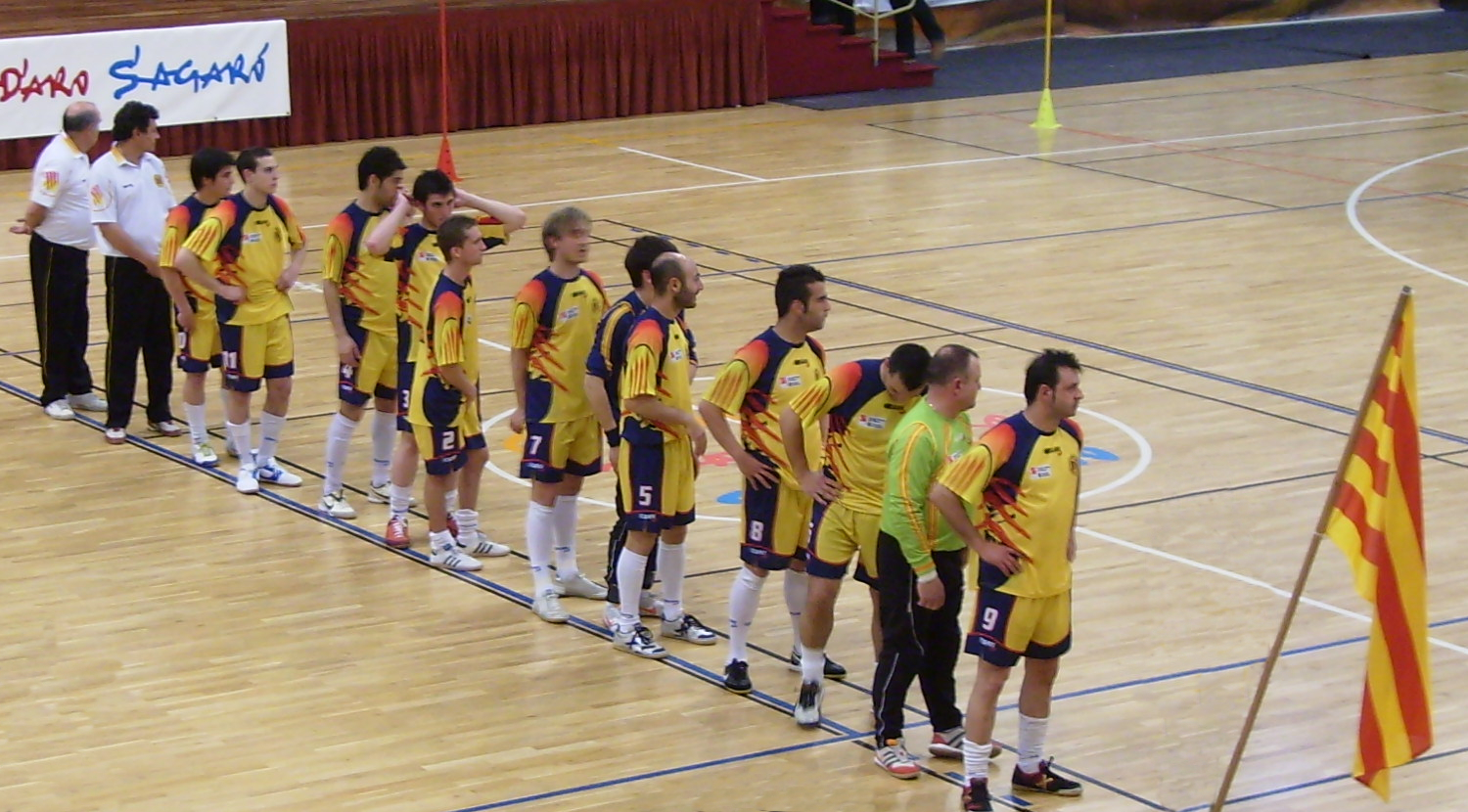
Selecció catalana l'any 2009.

La Selecció catalana de futbol sala masculina representa en competicions internacionals la Federació Catalana de Futbol Sala.
Participa en campionats oficials des de l'any 2004. L'any 2006 van quedar subcampions d'Europa.

## Participacions internacionals
World Games
| Any   | Posició    | J | G | E | P | GA | GC |
| ----- | ---------- | - | - | - | - | -- | -- |
| 2013  | 9a posició | 3 | 1 | 0 | 2 | 11 | 17 |
| Total |            | 3 | 1 | 0 | 2 | 11 | 17 |

Campionat del Món de l'AMF
| Any   | Posició         | J | G | E | P | GA | GC |
| ----- | --------------- | - | - | - | - | -- | -- |
| 2007  | 13a posició     | 3 | 0 | 1 | 2 | 10 | 18 |
| 2011  | Quarts de final | 4 | 2 | 0 | 2 | 13 | 17 |
| Total |                 | 7 | 2 | 1 | 4 | 23 | 35 |

Campionat d'Europa de la UEFS
| Any   | Posició     | J  | G | E | P  | GA | GC |
| ----- | ----------- | -- | - | - | -- | -- | -- |
| 2004  | 7a posició  | 4  | 1 | 1 | 2  | 16 | 17 |
| 2006  | Subcampions | 5  | 2 | 2 | 1  | 13 | 10 |
| 2008  | 8a posició  | 5  | 0 | 1 | 4  | 13 | 19 |
| 2010  | 6a posició  | 4  | 1 | 0 | 3  | 9  | 12 |
| 2012  | 4a posició  | 5  | 2 | 1 | 2  | 9  | 10 |
| Total |             | 23 | 6 | 5 | 12 | 60 | 68 |

## Integrants de la selecció

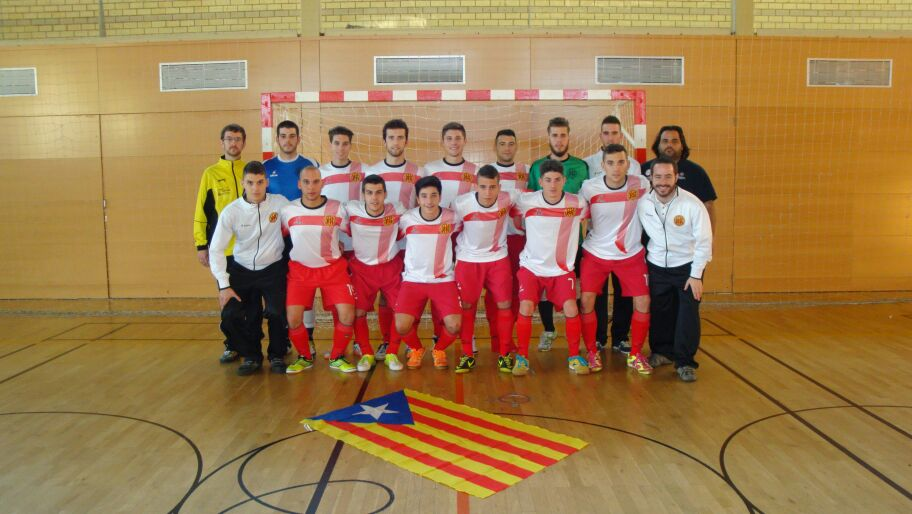
CatalunyaS21M2013

Campionat del Món 2011
Seleccionador : Juan Antonio Fernández / 
2n entrenador : Emilio Lopez /
Fisioterapeuta: Ferran Seco Guix
| # | Nom              | Equip               |
| - | ---------------- | ------------------- |
|   | Pere Cortacans   | Conforsa Ripoll     |
|   | Javier Martínez  | Futsal LLivia       |
|   | Josep Fuster     | Espardenya Masquefa |
|   | Ramon Pons       | CFS La Garriga      |
|   | Marc Siñol       | FS Sant Vicenç      |
|   | Gabriel Fargas   | Conforsa Ripoll     |
|   | David Gallego    | Futsal LLivia       |
|   | Marc Paredes     | FS Cardedeu         |
|   | Ivan Mateo       | Futsal LLivia       |
|   | Josep Maria Vila | Futsal LLivia       |
|   | Carles Asensio   | CFS La Garriga      |
|   | Bilal Hamman     | FS Sant Vicenç      |

Campionat d'Europa 2010
Seleccionador : Juan Antonio Fernández
| # | Nom                  | Equip               |
| - | -------------------- | ------------------- |
|   | Daniel Asensio Pérez | CFS La Garriga      |
|   | Edu Prat             | Espardenya Masquefa |
|   | Pere Cortacans       | Conforsa Ripoll     |
|   | Ivan Mateos          | Futsal LLivia       |
|   | Josep Maria Vila     | Futsal Llívia       |
|   | Marc Paredes         | FS Cardedeu         |
|   | Eric Requena         | CFS La Garriga      |
|   | Edu Velilla          | CFS La Garriga      |
|   | Sergi Castro         | CFS La Garriga      |
|   | Jordi Torra          | Espardenya Masquefa |
|   | Francis García       | Espardenya Masquefa |
|   | Rafa García          | Espardenya Masquefa |
|   | Angel Durán          | Espardenya Masquefa |
|   | Gabri Fargas         | Conforsa Ripoll     |

## Selecció catalana masculina sub-21 de futbol sala
La Selecció catalana de futbol sala masculina sub-21 representa en competicions internacionals la Federació Catalana de Futbol Sala.
Participa en campionats oficials des de l'any 2009.

### Participacions internacionals
Campionat d'Europa UEFS
| Any                                        | Posició     | J  | G | E | P | GA | GC |
| ------------------------------------------ | ----------- | -- | - | - | - | -- | -- |
| 2009                                       | subcampions | 4  | 3 | 0 | 1 | 11 | 11 |
| 2011 Arxivat 2019-04-19 a Wayback Machine. | 4a posició  | 4  | 1 | 0 | 3 | 4  | 16 |
| 2013 Arxivat 2019-04-04 a Wayback Machine. | 3a posició  | 4  | 2 | 1 | 1 | 20 | 8  |
| Total                                      |             | 12 | 6 | 1 | 5 | 35 | 35 |

### Integrants de la selecció
Selecció al Campionat d'Europa del 2013 Arxivat 2019-04-04 a Wayback Machine.
| #  | Nom              |
| -- | ---------------- |
| 1  | Rafael Domínguez |
| 2  | Abel Garcia      |
| 3  | Marc Sans        |
| 4  | Marc Àlvarez     |
| 5  | Alexis Postigo   |
| 6  | Ivan Michinina   |
| 7  | Jonatan Espino   |
| 8  | Òscar Blanco     |
| 9  | Gerard Herrero   |
| 10 | Sergio Montero   |
| 11 | Aram Garcia      |
| 12 | Dani Martin      |
| 13 | Denis Moreno     |
| 14 | Àlex Puig        |

- Seleccionador: Toni Marchal
- 2n Seleccionador: Arnau Jaumandreu

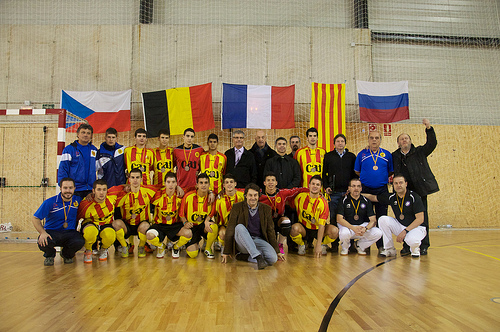
Catalunya sub-21 Masculí Futsal (Ripoll 2011)

- Fisioterapeuta: Ferran Seco

Selecció al Campionat d'Europa del 2011 Arxivat 2019-04-19 a Wayback Machine.
| #  | Nom               |
| -- | ----------------- |
| 1  | Juan David Castro |
| 2  | Víctor Martínez   |
| 3  | David Palazón     |
| 4  | Adrián Español    |
| 5  | Adrià Flor        |
| 6  | Marc Martínez     |
| 7  | Àlex Bria         |
| 8  | Marc Paredes      |
| 9  | Jordi Montserrat  |
| 10 | Gabriel Fargas    |
| 11 | José Ángel Casado |
| 12 | Aniel A. Choez    |
| 13 | Alex Sarrosal     |
| 14 | Víctor López      |

- Seleccionador: Juan Antonio Fernández

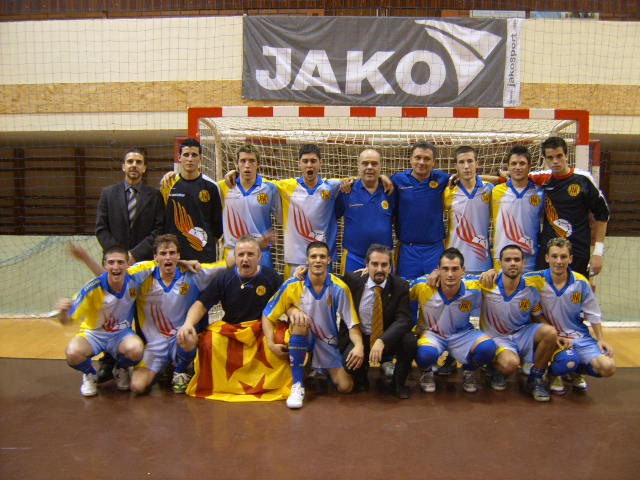
CatalunyaS21M2009

- 2n Seleccionador: Emilio López
- Fisioterapeuta: Ferran Seco

Selecció al Campionat d'Europa del 2009
| #  | Nom               |
| -- | ----------------- |
| 1  | Àlex Herrera      |
| 2  | Marc Paredes      |
| 3  | Gabriel Lafarga   |
| 4  | Marc Lafarga      |
| 5  | Miguel Guirado    |
| 6  | Sergio Mingorance |
| 7  | Javier Sánchez    |
| 8  | Èric Basquets     |
| 9  | Pau Cid           |
| 10 | Èric Flores       |
| 11 | Daniel Abellán    |
| 12 | Ruben Bonilla     |

- Seleccionador: Juan Antonio Fernández
- 2n Seleccionador: Emilio López
- Fisioterapeuta: Toni Just